# Нибелунг I
Нибелунг I (на френски: Nibelung I, Nivelon I, * 705/720, † 770/786) е франкски граф, сеньор на Пераса и Божи от ок. 751 г. Родът Нибелунгиди получил своето название от него.

## Произход
Той е син на Хилдебранд I († 751), херцог на франките и граф в Бургундия, и Емма от Австразия, която донася името Нибелунг. Баща му е малкият син на Пипин Ерсталски и полубрат на Карл Мартел. Нибелунг е братовчед на Пипин III Къси.
Нибелунг продължава историята на Фредегар.

## Деца
Той има вероятно два сина:
- Нибелунг II (ок. 750/760 – сл. 805), comte de Madrie 788
- Хилдебранд II (ок. 760/770 – сл. 796), missus dominici a l'Autunois 796